# Alfredo Fraile
Alfredo Fraile Lallana (Madrid, 25 de abril de 1912-Madrid, 21 de mayo de 1994) fue un director de fotografía y productor de cine español.

## Biografía
Alfredo Fraile fue más conocido en el mundo del cine por su faceta de productor, aunque comenzó su trabajo en el cine como operador, nombre con el que entonces se llamaba a los directores de fotografía. Fraile pronto comprendió que su camino, en el cine, era la fotografía. En 1942, de la mano de su amigo Rafael Gil, ilumina su debut con la película Huella de luz.
Contrajo matrimonio con María Josefa Laméyer Pascual (1919-2015), con la que procreó ocho hijos, siendo éstos Alfredo (1943), María Josefa, Paloma, Andrés (?-2012), Montserrat, Jorge, María y Federico Fraile Laméyer.

## Filmografía (selección)
Como director de fotografía
| - Porque te vi llorar (1941) - Vidas cruzadas (1942) - ¡A mí la Legión! (1942) - Rojo y negro (1942) - Huella de luz (1943) - Deliciosamente tontos (1943) - Eloísa está debajo de un almendro (1943) - El clavo (1944) - La pródiga (1946) - El crimen de Pepe Conde (1946) | - La fe (1947) - La princesa de los Ursinos (1947) - Don Quijote de la Mancha (1947) - Las aguas bajan negras (1948) - La calle sin sol (1948) - Mare Nostrum (1948) - Filigrana (1949) - La leona de Castilla (1951) - Alba de América (1951) | - La guerra de Dios (1953) - El beso de Judas (1954) - Malvaloca (1954) - La otra vida del capitán Contreras (1955) - Muerte de un ciclista (1955) - ¡Viva lo imposible! (1958) - La vida alrededor (1959) - A las cinco de la tarde (1961) - Bello recuerdo (1961) |

## Premios
Medallas del Círculo de Escritores Cinematográficos
| Año  | Categoría        | Película              | Resultado |
| ---- | ---------------- | --------------------- | --------- |
| 1945 | Mejor fotografía | Labor de conjunto     | Ganador   |
| 1946 | Mejor fotografía | La pródiga            | Ganador   |
| 1955 | Mejor fotografía | Muerte de un ciclista | Ganador   |